# Фране Рењи
Фране Рењи (фр. Frasnay-Reugny) насеље је и општина у источном делу централне Француске у региону Бургоња, у департману Нијевр која припада префектури Невер.
По подацима из 2011. године у општини је живело 77 становника, а густина насељености је износила 5,65 становника/km². Општина се простире на површини од 13,62 km². Налази се на средњој надморској висини од 280 метара (максималној 295 m, а минималној 220 m).

## Демографија
| 1962. | 1968. | 1975. | 1982. | 1990. | 1999. | 2011. |
| ----- | ----- | ----- | ----- | ----- | ----- | ----- |
| 120   | 120   | 97    | 94    | 86    | 82    | 77    |

График промене броја становника у току последњих година